# Азовский район (Омская область)
Азо́вский район — административно-территориальная единица Омского округа Сибирского края, Омской области РСФСР СССР, существовавшая в 1925—1929 годах и 1935—1963 годах.
Районный центр — село Азово.

## История
Район был образован Постановлением ВЦИК от 25 мая 1925 года путём преобразования Сосновской укрупнённой волости Омского уезда Омской губернии. Район вошёл в состав Омского округа Сибирского края.
В 1925 году в районе насчитывалось 148 населённых пунктов, 24 сельских совета, 3890 хозяйств.
В 1926 году в районе насчитывалось 20 сельских советов, 144 населённых пунктов, 4089 дворов.
В 1929 году Сосновский район был ликвидирован. Территория района отошла в Ново-Омский район Сибирского края.
В 1935 году был образован Азовский район Омской области из частей Шербакульского района и части сельских советов, подведомственных Омскому городскому совету.
В апреле 1936 года Кара-Кудукский аулсовет № 5 переименован в Кзыл-Аскеровский, Желбариский аулсовет № 7 переименован в Будённовский, Бийбетырский аулсовет № 4 переименован в Досовский. Центр Кзыл-Аскеровского аулсовета перенесён в аул Бастандык. Центр Будённовского сельского совета перенесён в аул Согной.
В 1936 году насчитывалось 7 национальных сельских совета (3 казахских, 4 немецких)
В 1938 году центр Кзыл-Аскеровского аулсовета перенесён в аул Сегизбай. Центр Будённовского сельского совета перенесён в аул Жолборис.
На 1 октября 1938 года в районе насчитывалось 11 сельских советов. Ближайшая железнодорожная станция Куломзино — в 37 километрах. Расстояние от центра области — 42 километра. Площадь района — 1600 квадратных километров.
На 1 января 1941 года в районе насчитывалось 12 сельских советов. Ближайшая железнодорожная станция Куломзино — в 37 километрах. Расстояние от центра области — 42 километра. Площадь района — 1900 квадратных километров.
В апреле 1941 года центр Кзыл-Аскеровского аулсовета перенесён в аул Секербай.
На 1 января 1947 года в районе насчитывалось 12 сельских советов. Ближайшая железнодорожная станция Куломзино — в 37 километрах. Расстояние от центра области — 42 километра. Площадь района — 1900 квадратных километров.
В 1950 году Досовский сельский совет переименован в Кировский.
В 1954 году Пахомовский сельский совет присоединён к Азовскому, Кировский сельский совет присоединён к Звонарёвокутскому.
В 1956 году центр Будённовского сельского совета перенесён в аул Согной.
В 1957 году Руслановский сельский совет присоединён к Александровскому.
В 1958 году Будённовский сельский совет переименован в Калининский.
В 1963 году район был ликвидирован. Территория района вошла в Таврический район.

## Административно-территориальное деление
- Азовский сельский совет (село Азово)
- Александровский сельский совет (село Александровка)
- Звонарёвокутский сельский совет (село Звонарёв Кут)
- Калининский сельский совет (аул Согной)
- Кзыл-Аскеровский сельский совет (аул Секербай)
- Цветнопольский сельский совет (село Цветнополье)

## Население
На 1925 год по похозяйственным книгам в районе насчитывалось 20285 человек.
По Всесоюзной переписи населения в 1926 году в Сосновском районе проживало 22379 человек (11220 м — 11159 ж).
Национальный состав:
| - Немцы — 9777 чел.; - Русские — 5222 чел.; - Украинцы — 3208 чел.; - Казахи — 2797 чел.; - Эстонцы — 348 чел.; | - Мордва — 338 чел.; - Татары — 251 чел.; - Белорусы — 219 чел.; - Поляки — 20 чел.; - Литовцы — 4 чел.; | - Латыши — 3 чел.; - Евреи — 3 чел.; - Чуваши — 1 чел. |

Крупные населённые пункты района на 1926 год:
1. село Александровка — 1729 чел.;
2. село Азово — 980 чел.;
3. село Сосновка — 852 чел.;
4. село Пахомовка — 708 чел.;
5. посёлок Троицкий — 686 чел.;
6. деревня Звонарёв Кут — 675 чел.;
7. деревня Цветнополье — 667 чел.;
8. село Бердянское — 658 чел.;
9. деревня Руслановка — 638 чел.;
10. село Трубецкое — 588 чел.

По Всесоюзной переписи население в 1959 году в Азовском районе проживало 26116 человек (12116 м — 14000 ж).
| год переписи  | 1926  | 1959  |
| ------------- | ----- | ----- |
| число жителей | 22379 | 26116 |